# Cris Morena Group
La Cris Morena Group è una società di produzione televisiva argentina, fondata nel 2002 da Cris Morena; è una delle maggiori argentine con sede a Buenos Aires. Le sue produzioni sono state anche adattate in vari altri paesi in tutto il mondo, tra cui India, Brasile, Messico, Colombia e Cile.

## Storia
Nata nel 2002 di proprietà di Cris Morena, nome d'arte di Maria Cristina De Giacomi, ha iniziato a produrre programmi televisivi dopo la fine del programma Jugate conmigo. Il primo successo è Chiquititas, prodotta dal 1995 al 2001: racconta di alcuni bambini orfani che vivono in luogo chiamato Rincón de luz. Le canzoni del programma, raccolte in 12 album, vinsero vari dischi di platino. Nel 1998 viene creata la telenovela Verano del '98 durata fino al 2000. In questa serie emergono attori come Florencia Bertotti, Carla Peterson, Guido Kaczka, Marcela Kloosterboer e altri.
Nel 2002 produce, in collaborazione con Yari Dori, Rebelde Way, una telenovela per adolescenti: racconta di alcuni problemi che affliggono i ragazzi: l'anoressia nervosa, la bulimia, le droghe, ma anche storie d'amore, amicizie, relazioni tra genitori e figli, professori e studenti e molto altro. La storia è stata anche raccontata in un recitale teatrale, al Teatro Gran Rex di Buenos Aires. Durante la telenovela si è formato il gruppo musicale Erreway, formato da Luisana Lopilato, Felipe Colombo, Benjamín Rojas e Camila Bordonaba. Gli Erreway, grazie alla pubblicità ottenuta con la telenovela hanno realizzato diversi tour nel mondo. Diventato un fenomeno di massa la produzione decise di realizzare un film, Erreway: 4 caminos.
Nel 2003 inizia la trasmissione della telenovela Rincón de luz, una specie di spin-off di Chiquititas. La serie ha prodotto un album con 12 canzoni. Sempre alla fine dello stesso anno, termina Rebelde Way, con la pre-produzione di una nuova telenovela, Jugate conmigo, ma non verrà mai realizzata, a causa di problemi economici.
Nel 2004 Canal 13 trasmette in anteprima una nuova telenovela intitolata Flor - Speciale come te, che è una Cenerentola in versione moderna. La serie ha avuto un grande successo in tutto il mondo, trainando un notevole merchandising. Il successo ha spinto la produzione a realizzare delle clips teatrali di tutte e due le stagioni della telenovela, e nel 2005 venne realizzato un tour per l'America Latina con concerti che hanno riempito interi stadi. Nel 2005 Cris Morena torna a Telefe per produrre la sua prima sit-com con sua figlia Romina Yan, intitolata Amor mío.
Nel 2006 decide di produrre il ritorno di Chiquititas, chiamato Chiquititas sin fin, questa volta con l'aiuto di Jorgelina Aruzzi e un cast di nuovi e giovani attori, tra cui: Peter Lanzani, Lali Espósito e Stéfano de Gregorio. Nello stesso anno produce, Alma pirata, anche in questo caso con un nuovo cast di giovani attori, composto da: Benjamín Rojas, Isabel Macedo, Nicolás Vázquez, Luisana Lopilato, Fabián Mazzei e Elsa Pinilla, una telenovela avventurosa con musiche della stessa Cris Morena e di altri.
Nel 2007 viene prodotta una telenovela originale di Cris Morena, Teen Angels, composta di 4 stagioni, andata in onda fino al 2010 sul canale Telefe. Grazie a questa telenovela nasce il gruppo musicale TeenAngels. Formato da Peter Lanzani, Nicolás Riera, Gastón Dalmau, Lali Espósito e China Suárez, che nel 2011 ha lasciato il gruppo venendo sostituita da Rocío Igarzábal.
Nel 2008 produce B&B, La bella e la bestia, una nuova commedia derivata da Amor mío. Per il mercato internazionale co-produce insieme a Televisa Lola, érase una vez, versione messicana di Flor - Speciale come te, e la seconda stagione di Amor mío.
Nel 2009 viene creata una serie per Disney Channel, Jake & Blake, in cui il personaggio principale è Benjamín Rojas e una versione spagnola per Disney Channel America Latina e un'altra in inglese per il Disney Channel statunitense. Nel 2010 ha realizzato un musical intitolato Despertar de primavera. Nel 2013 viene creata Aliados, rinnovata per una seconda stagione nel 2014.

## Filmografia

### Cinema
- Chiquititas: Rincón de luz, regia di Josè Luis Massa (2001)
- Erreway: 4 caminos, regia di Ezequiel Crupnicoff (2004)
- Despertar de primavera (2010)
- Teen Angels: el adiós 3D, regia di Manuel Jiménez (2013)

### Televisione
- Jugate conmigo – programma TV (1991-1994)
- Quereme – serial TV (1994)
- Life Collage – serial TV (1994)
- Jugate contodo – programma TV (1995)
- Chiquititas – serial TV, 1216 episodi (1995-2006)
- Verano del '98 – serial TV, 698 episodi (1998-2000)
- Rebelde Way – serial TV, 318 episodi (2002-2003)
- Rincón de luz – serial TV, 200 episodi (2003)
- Flor - Speciale come te (Floricienta) – serial TV, 361 episodi (2004-2005)
- Amor mío – serial TV, 160 episodi (2005)
- Alma pirata – serial TV, 138 episodi (2006)
- Teen Angels (Casi Ángeles) – serial TV, 579 episodi (2007-2010)
- B&B – serial TV (2008)
- Jake & Blake – serial TV, 52 episodi (2009-2010)
- Atrapados – serial TV (2011)
- Aliados – serial TV, 40 episodi (2013-2014)
- ViveRo: Noche de sueños (2018)
- Margarita (2024)